# Eddie Lacy
Eddie Darwin Lacy Junior (ur. 2 czerwca 1990 w Gretna w stanie Luizjana) – amerykański zawodnik futbolu amerykańskiego, grający na pozycji running back. W rozgrywkach akademickich NCAA występował w drużynie Alabama Crimson Tide.
W roku 2013 przystąpił do draftu NFL. Został wybrany w drugiej rundzie (61. wybór) przez zespół Green Bay Packers. W drużynie ze stanu Wisconsin występował do 2016 roku. Od sezonu 2017 reprezentuje barwy Seattle Seahawks.